# Спиридонов Іван Григорович
Іван Григорович Спиридонов (псевдонім Іван Дуо́л; нар. 10 лютого 1930, Крестяхський наслег — пом. 30 березня 2003, Якутськ) — якутський літературознавець і перекладач, кандидат філологічних наук з 1973 року.

## Біографія
Народився 10 лютого 1930 року на території Крестяхського наслегу Сунтарського улусу Якутської АРСР СРСР (тепер Республіка Саха, РФ). Протягом 1948—1950 років навчався в Якутському вчительському інституті, працював старшим лаборантом кафедри якутського мови і літератури. У 1950—1951 роках працював вчителем Тойбохойської школи Сунтарського улусу. У 1951—1953 роках навчався в Якутському педагогічному інституті, у 1953—1954 роках — старший викладач в ньому.
У 1954—1957 роках працював заступником головного редактора, редактором газети «Едер комуніст». З 1954 року був членом бюро Якутського міськкому ВЛКСМ, з 1958 року завідувачем відділом пропаганди і агітації. 1956 року закінчив Центральну комсомольську школу при ЦК ВЛКСМ, 1964 року — аспірантуру академії суспільних наук при ЦК КПРС.
В 1966—1975 роках — секретар міськкому партії з ідеології. 1973 року захистив кандидатську дисертацію на тему «Реалізм в якутській поезії». Багаторазово обирався членом Міського комітету, його бюро, депутатом Якутської міської ради депутатів трудящих. Протягом 1975—1983 років — проректор, у 1983—1987 роках — декан історично-філологічного факультету, протягом 1987—1991 років — доцент Якутського університету; протягом 1991—1993 років — старший науковий співробітник, протягом 1994—1998 років — завідувач відділу літератури і мистецтва Якутського інституту мови, літератури та історії Сибірського відділення Російської академії наук; протягом 1998—2003 років — голова правління Спілки письменників Якутії.

## Діяльність
Досліджував питання історії якутської літератури. Вивчав творчість Олексія Кулаковського, Анемподиста Софронова, Платона Ойунського, Олекссія Іванова-Кюнде, Дмитра Сивцева-Суорун Омоллона, Миколи Мордінова-Амма Аччигийа і інших. Автор монографій:
- «Литературабыт бэҕэhээ уонна бүгүн» («Рідна література вчора і сьогодні», 1995);
- «Аар тайҕа абылаҥа» («Поклик величної тайги», 1995);
- «И. Арбита поэзията» («Поезія Івана Арбіти», 1998);
- «Yүммүт үúєни кɵрсɵ» («Назустріч новому століттю», 2000).

Переклав вірші Тараса Шевченка «Ой три шляхи широкії», «На незабудь Штернбергові» та «І день іде, і ніч іде», які увійшли до збірки «Украина суруйааччылара» («Письменники України», Якутськ, 1954). 
1970 року організував перший в Якутії міський ансамблю танцю «Сариал та всесоюзний турнір з вільної боротьби з присвоєнням звання майстер спорту СРСР.
У газеті «Кыым» («Іскра», 12 червня 1987) опублікував статтю «Улуу гуманист саха сирин тупунан» («Великий гуманіст про якутів»), присвячену Володимиру Короленку.

## Відзнаки
- Нагороджений:
  - орденом «Знак пошани», п'ятьма медалями;
  - Почесними грамотами Президії Верховної Ради Якутської АРСР;
- Заслужений працівник народного господарства Якутської АРСР.
- Державна премія Республіки Саха імені Платона Ойунського (1996);
- Почесний громадянин Якутська з 1999 року[1].